# Harry Larva
Harry Edvin "Harri" Larva, född Lagerström 9 september 1906 i Åbo, död 11 november 1980 i Åbo, var en finländsk friidrottare.
Larva blev olympisk mästare på 1500 meter vid olympiska sommarspelen 1928 i Amsterdam.